# Selección de baloncesto de Alemania Democrática
La selección de baloncesto de Alemania Democrática fue el equipo formado por jugadores de nacionalidad alemana que representaba a la Federación Alemana de Baloncesto en las competiciones internacionales organizadas por la Federación Internacional de Baloncesto (FIBA) o el Comité Olímpico Internacional (COI): los Juegos Olímpicos, la Copa Mundial de Baloncesto y el EuroBasket.
El mayor éxito de Alemania Democrática en los eventos internacionales se produjo en el EuroBasket de 1963 en Wrocław. Fue donde obtuvieron su puesto mejor clasificado: el sexto lugar.

## Historia
Después de la Segunda Guerra Mundial existían dos equipos nacionales de baloncesto alemanes. La selección de Alemania Democrática se unió a la FIBA como miembro en 1952. No participarían en su primer torneo internacional hasta el EuroBasket de 1959, donde terminaron 14.º.
El primer partido entre Alemania Oriental y Occidental se jugó en 1960 en la clasificación para los Juegos Olímpicos. A pesar de la falta de popularidad del baloncesto en Alemania del Este, el equipo de baloncesto de Alemania Occidental tardó hasta 1973 en obtener su primera victoria sobre los alemanes del Este, que mostraron estilos de juego disciplinados.
En el EuroBasket de 1961 en Belgrado, Alemania Oriental terminó en el puesto 12 entre 19 equipos, cuatro puestos por delante de Alemania Occidental. En general, la selección nacional de baloncesto de Alemania del Este tuvo su mayor éxito en el EuroBasket de 1963 en Wrocław. Después de cuatro victorias y tres derrotas en la ronda preliminar, Alemania del Este quedó como tercer favorito (detrás de la Unión Soviética, ganadora del torneo, y Polonia, medallista de plata) en el Grupo B. Dado que solo los dos primeros lugares avanzaron a las semifinales, Alemania del Este jugó contra Bélgica y Bulgaria en la ronda de clasificación. Después de vencer a Bélgica 81–35, Alemania del Este perdió ante Bulgaria 62–77. Según muchos expertos, Alemania del Este fue una de las mayores sorpresas del torneo.
En el EuroBasket de 1965 en Moscú/Tiflis, el equipo de Alemania del Este no pudo repetir su impresionante actuación de dos años antes. Sin embargo, superó a sus rivales de Alemania Occidental por cuatro puestos y finalizó décimo entre los 16 equipos. Alemania del Este compitió en su último EuroBasket en 1967, celebrado en Helsinki/Tampere. Finalmente terminaron el evento en el puesto 14.
Después de fracasar en el EuroBasket un año antes, Alemania del Este entró en la clasificación para los Juegos Olímpicos de México 1968. Fue entonces cuando derrotaron por segunda vez a Alemania Occidental, aunque no lograron la clasificación. A pesar de la falta de popularidad del baloncesto en Alemania del Este, la selección de Alemania Occidental tardó hasta 1973 en obtener su primera victoria sobre los alemanes del Este, que mostraron estilos de juego disciplinados. Sin embargo, incluso después de que Alemania del Este exhibiera algunas actuaciones sólidas en competiciones europeas de baloncesto, el equipo nacional nunca se clasificó para la Copa del Mundo ni para los Juegos Olímpicos.

### Desaparición
En 1969, el Partido Socialista Unificado de Alemania decidió centrar su apoyo principalmente en aquellos deportes que tenían más probabilidades de ganar medallas y ganar puntos en competiciones internacionales. Dado que el baloncesto es un deporte de equipo en el que, a diferencia de los deportes individuales, todo el equipo solo puede ganar una medalla olímpica, perdió un apoyo gubernamental considerable. Finalmente, el SED prohibió a sus jugadores de baloncesto viajar a países no socialistas y limitó enormemente el patrocinio y la promoción de talentos. Pronto, esto significó el fin del éxito del baloncesto internacional de Alemania Oriental, que cedió completamente después de 1973.

## Historial

### Copa Mundial
Resultado General: No ocupa puesto
| Copa Mundial de Baloncesto |
| --- |
| - 1950: No calificó - 1954: No calificó - 1959: No calificó - 1963: No calificó - 1967: No calificó - 1970: No calificó - 1974: No calificó - 1978: No calificó - 1982: No calificó - 1986: No calificó - 1990: No calificó - 1994: No calificó - 1998: No calificó - 2002: No calificó - 2006: No calificó - 2010: No calificó - 2014: No calificó - 2019: No calificó - 2023: No calificó - 2027: TBD |

### Juegos Olímpicos
| Baloncesto en los Juegos Olímpicos |
| --- |
| - Berlín 1936: No calificó - Londres 1948: No calificó - Helsinki 1952: No calificó - Melbourne 1956: No calificó - Roma 1960: No calificó - Tokio 1964: No calificó - México 1968: No calificó - Múnich 1972: No calificó - Montreal 1976: No calificó - Moscú 1980: No calificó - Los Ángeles 1984: No calificó - Seúl 1988: No calificó - Barcelona 1992: No calificó - Atlanta 1996: No calificó - Sídney 2000: No calificó - Atenas 2004: No calificó - Pekín 2008: No calificó - Londres 2012: No calificó - Río 2016: No calificó - Tokio 2020: No calificó - París 2024: No calificó |

### EuroBasket
| EuroBasket |
| --- |
| - 1935: No participó - 1937: No participó - 1939: No participó - 1946: No participó - 1947: No participó - 1949: No participó - 1951: No participó - 1953: No participó - 1955: No participó - 1957: No participó - 1959: 14° Lugar - 1961: 12° Lugar - 1963: 6° Lugar - 1965: 10° Lugar - 1967: 14° Lugar - 1969: No participó - 1971: No participó - 1973: No participó - 1975: No participó - 1977: No participó - 1979: No participó - 1981: No participó - 1983: No participó - 1985: No participó - 1987: No participó - 1989: No participó - 1991: No participó - 1993: No participó - 1995: No participó - 1997: No participó - 1999: No participó - 2001: No participó - 2003: No participó - 2005: No participó - 2007: No participó - 2009: No participó - 2011: No participó - 2013: No participó - 2015: No participó - 2017: No participó - 2022: No participó - 2025: TBD |